# Schloss Capodimonte

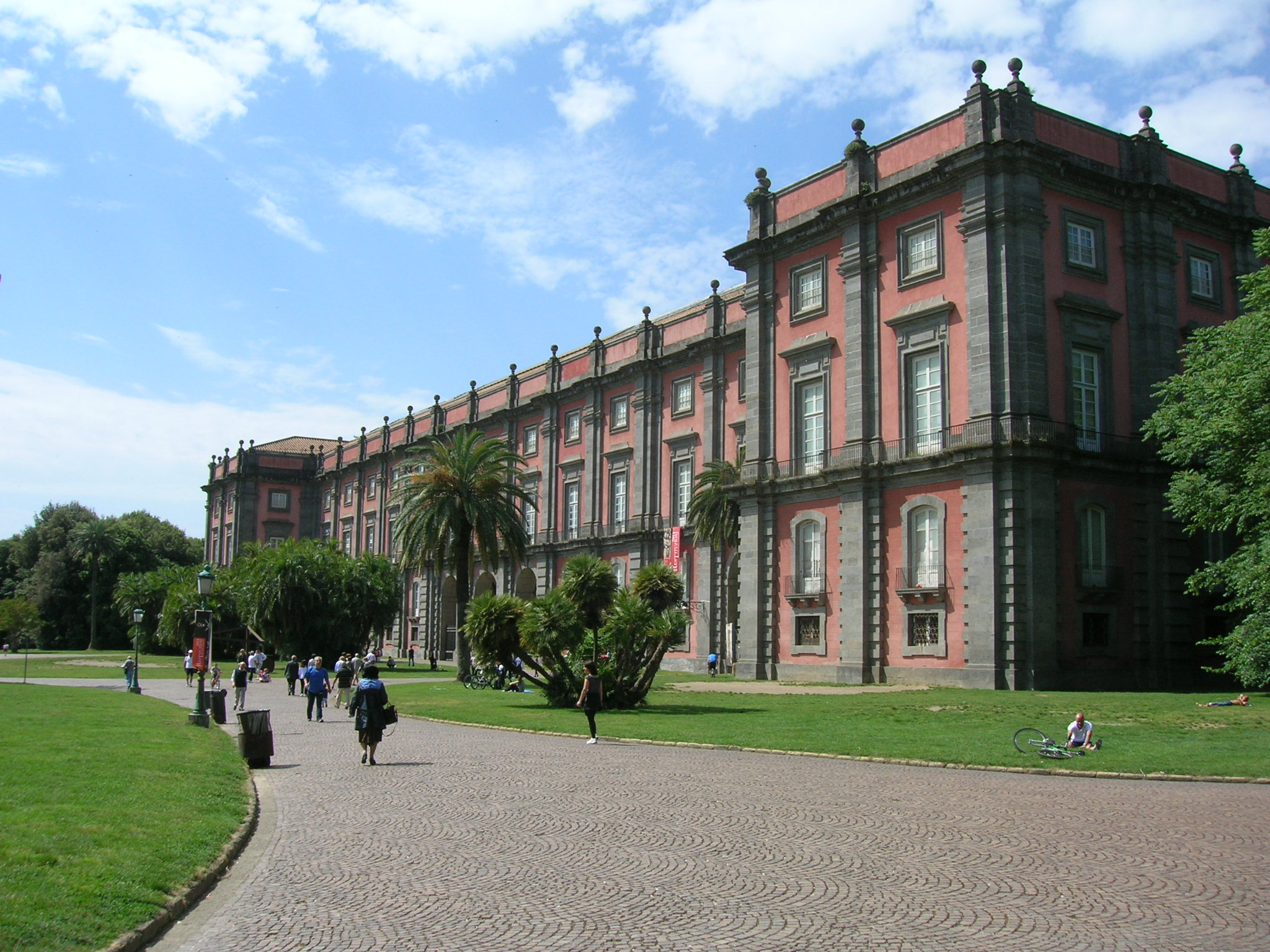
Reggia di Capodimonte in Neapel

Das Capodimonte-Schloss (ital. Reggia di Capodimonte) ist ein königlicher Palast aus dem 18. Jahrhundert mit angeschlossenem Park im Viertel San Carlo all’Arena von Neapel in der italienischen Region Kampanien. Er liegt in der Via Miano, 2 und war bereits die Residenz der Familie Bourbon-Sizilien, aber auch der Familien Bonaparte und Murat, sowie des Hauses Savoyen.
Das im Auftrag von König Karl III. Bourbon ab 1738 als Aufbewahrungsort für die Farnesische Sammlungen erbaute Haus wurde später in einen Königspalast umgewandelt, bis es 1957 das Museo di Capodimonte aufnahm.
Der Palast erstreckt sich über zwei Stockwerke und im Obergeschoss finden sich die königlichen Wohnräume: Dabei handelt es sich teilweise um Rekonstruktionen, teilweise um Originale der Einrichtung, die den dynastischen Familien gehört hatten, die dort gelebt hatten. Unter den Ausstellungsstücken stechen besonders heraus: Porzellan, Objekte des täglichen Lebens, sowie Skulpturen und Gemälde von italienischen und anderen europäischen Künstlern des 18. und 19. Jahrhunderts.
2015 wurden im Museum 144.694 Besucher gezählt, im Park 974.531.

## Geschichte

### 18. Jahrhundert

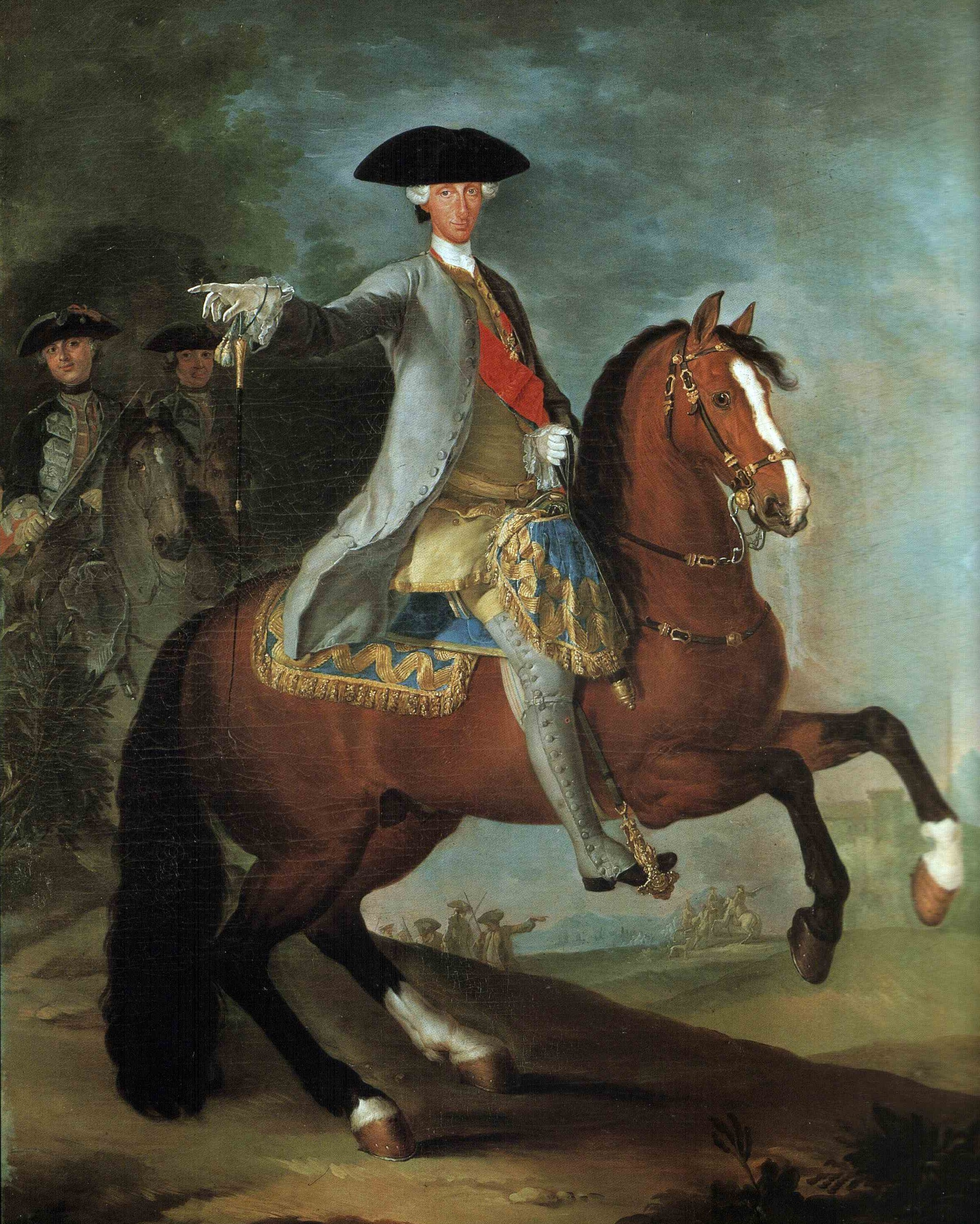
Karl III. Bourbon, Schöpfer des Palastes

Nach zwei Jahrhunderten spanischen Vizekönigtums und dreißig Jahren österreichischer Herrschaft wurde Neapel mit der Thronbesteigung von Karl III. Bourbon wieder ein unabhängiges Königreich. Der neue König entschied, eine städtebauliche Neuordnung von Neapel vorzubereiten, und unter seinen verschiedenen Ideen war die eines Palastes, in dem eine Kunstsammlung, die sogenannten Farnesischen Sammlungen, untergebracht werden konnte. Mit ihr hatte Papst Paul III. im 16. Jahrhundert mit dem Erbe seiner Mutter, Elisabetta Farnese, begonnen und seine Nachfahren setzten dies fort. Sie war damals zwischen Rom und Parma aufgeteilt, auch, weil der Palazzo Reale noch keine Gemäldegalerie hatte. Der Ort, der für den Bau des Palastes gewählt wurde, war der Hügel von Capodimonte, ein bewaldetes Gebiet Neapels, reich an Wild, mit dem Hintergrund, neben dem musealen Zweck auch einen Aufenthaltsort während der Jagden zu schaffen. Der Hügel bietet ein Panorama des Vesuv, von San Martino und von Posillipo.
Der Grundstein für den Palast wurde am 10. September 1738 gelegt und mit den Konstruktionsarbeiten wurde der Militäringenieur Giovanni Antonio Medrano betraut, dem Antonio Canevari zur Seite stand, auch wenn ihre Zusammenarbeit dann ziemlich schwierig wurde. Eine Expertenkommission, die mit ihrer Arbeit 1739 begann, beschäftigte sich dagegen mit der Definition der Innenräume, sodass sie am besten den musealen Bedürfnissen entsprachen. Das Projekt sah somit ein rechteckiges Gebäude mit drei Innenhöfen vor, dessen Säle im Süden, mit Blick zum Meer, der Ausstellung der Gemälde dienen sollten, während die weiter innen liegenden mit Blick zum Garten, eine Bibliothek aufnehmen sollten. Die Arbeiten schritten ziemlich langsam voran: Zu einer Abschwächung der anfänglichen Begeisterung kamen Probleme logistischer Natur, wie das Fehlen von Wasser auf dem Hügel von Capodimonte und Schwierigkeiten, die Baustelle zu erreichen, wegen des Fehlens einer direkten Zufahrtsstraße und dem Tal von Sanità, das mehrfache Anstiege erforderte, sodass Johann Joachim Winckelmann bei einem Besuch des Palastes behauptete:

“Si arriva ad esso dopo aver superato la salita erta e scoscesa, con un palmo di lingua da fuori e per questo motivo i paesani non se ne pigliano tanto fastidio“
(dt.: Man gelangt mit heraushängender Zunge dorthin, nachdem man den steilen und harten Anstieg überwunden hat, und aus diesem Grunde macht dies den örtlichen Bewohnern nichts aus.)

1742 begann der Architekt Ferdinando Sanfelice mit der Anlage des 124 ha Parks: Von einer elliptischen Esplanade vor dem Palast aus ließ Sanfelice fünf Alleen ausgehen, von denen kleinere Wege abzweigen, die den Wald durchqueren. Damit einher ging auch die Restaurierung aller Gebäude im Garten, die entweder als Wohnstatt, als Kultstätte oder als Arbeitsraum dienten, wie z. B. eine Fertigungsstätte für Wandteppiche, die 1737 eröffnet worden war, oder eine Porzellanfabrik, die 1743 eingeweiht wurde, aber 1759 mit allen Einrichtungen und Öfen abgerissen wurde, als der König nach Spanien umzog und alle Handwerkermeister mit sich nahm; diese Fabrik war eine der bedeutendsten Fertigungsstätten, deren Produkte den Namen ihrer Fertigungsstätte trugen. Zu den Fertigungsstätten gehörten auch eine königliche Druckerei ab 1750 und eine Waffenfabrik ab 1753, sowie verschiedene Bauernhöfe. 1755, als der Palast noch im Bau war, wurde die Königliche Akademie der Nacktheit unter der Leitung von Giuseppe Bonito eröffnet, wogegen 1758 die ersten Gemälde umzogen, die zwölf der vierundzwanzig Säle belegen sollten, die sich noch in Fertigstellung befanden.
Mit der Thronbesteigung von Ferdinand I. 1759 begannen die Arbeiten an dem Palast sich zu verlangsamen, zum einen, weil man die Idee scheute, in Neapel eine einzigartige, museale Einrichtung zu schaffen, in der sowohl eine Gemäldesammlung als auch eine Bibliothek und die Akademie zusammengeführt werden sollten, wobei die Wahl auf den Palazzo delle Studi, das künftige Archäologische Nationalmuseum, fiel, zum anderen aus wirtschaftlichen Erwägungen, da das Interesse des neuen Königs sich der im Bau befindliche Reggia di Caserta zuwandte: Dennoch wurde unter der Leitung von Ferdinando Fuga 1765 der Mitteltrakt des Palastes fertiggestellt, sowie in den letzten 30 Jahren des 18. Jahrhunderts die Porzellanfabrik wiederhergestellt. Darüber hinaus wurden die Räume zum zweiten Innenhof komplettiert, die mit den bereits fertiggestellten durch zwei lange Säle verbunden wurden, die mit dem Beginn des neuen Jahrhunderts zu Repräsentationsräumen werden sollten, und es wurde schließlich ein Restaurierungslabor eingeweiht. Mit dem Aufkommen der kurzlebigen Parthenopäischen Republik 1799 wurde der Palast teilweise seiner Kunstwerke beraubt und, als König Ferdinand zurückkam, wurde die gesamte Sammlung in den Palazzo Francavilla im Stadtzentrum umgezogen, sodass die Reggia di Capodimonte teilweise ihre Funktion als Museum verlor und zur privaten Wohnstätte wurde.

### 19. Jahrhundert

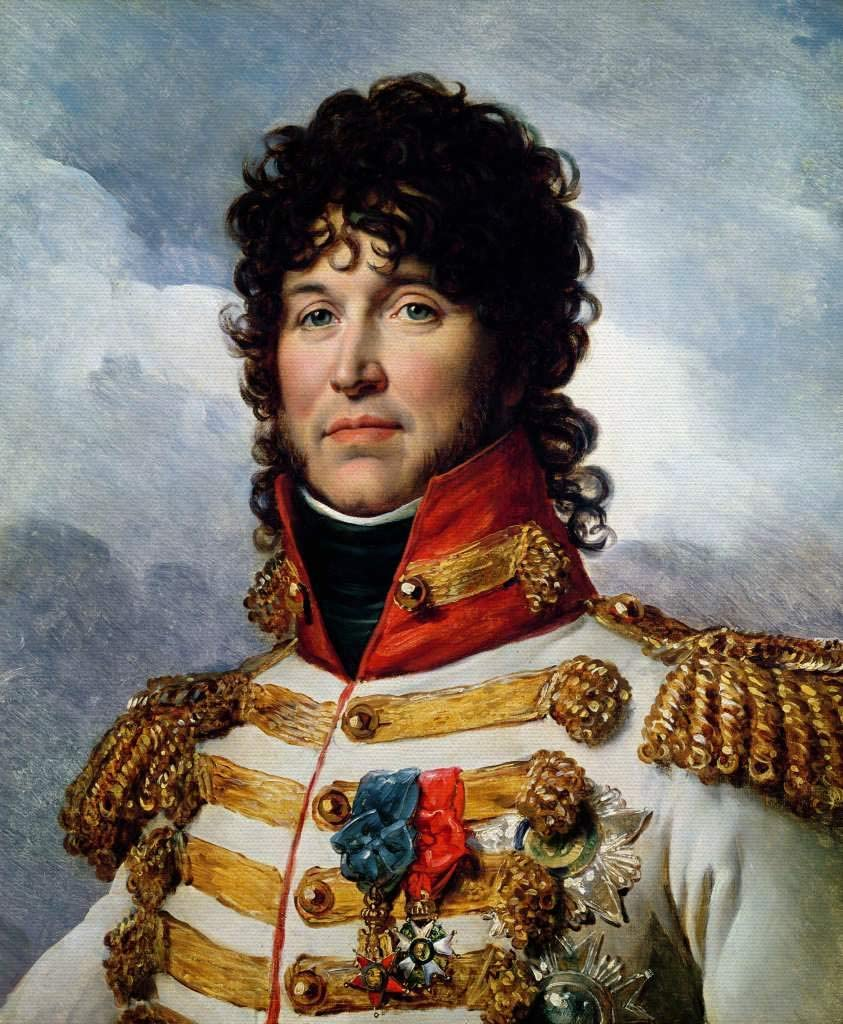
Joachim Murat, einer der Souveräne, die den Palast in eine private Residenz umwandelten.

Mit der Ankunft der Franzosen in Neapel 1806 und ihrer neuen Souveräne Joseph Bonaparte und Joachim Murat, von denen letzterer von 1808 bis 1815 regierte, brach eine neue Lebensphase des Palastes an, der zur königlichen Residenz werden sollte. Die neuen Souveräne setzten zunächst eine Urbanisierungspolitik für den Hügel von Capodimonte um, sodass Villen und Häuser für die Höflinge gebaut wurden, und strebten eine direkte Verbindung zwischen der Stadt und dem Palast an, also eine gerade Straße namens Corso Napoleone, die später „Via Santa Teresa degli Scalzi“ und „Corso Amadeo di Savoia“ genannt wurde. Die Arbeiten an der neuen Straße begannen 1807 unter der Leitung von Bartolomeo Grasso; mit der Ausführung waren Nicola Leandro und Gioacchino Avellino betraut: Die Straße überspannt das Tal von Sanità mit einer Brücke, an der die Arbeiten 1809 begannen, und endet in einem elliptischen Platz namens Tondo di Capodimonte, von dem aus eine Reihe von Kurven bis zum Palast führen. Etwa 30 Jahre später wurde dagegen eine Monumentaltreppe aus Piperno nach Plänen von Antonio Niccolini errichtet, die vom Tondo di Capodimonte an den Kurven vorbei einen schnellen Aufstieg zur Residenz ermöglicht, wenn auch nur zu Fuß. Bei der Ankunft der Franzosen war die Residenz erst zu zwei Dritteln fertiggestellt: Die Innenräume wurden mit Möbeln und Objekten, die direkt aus Frankreich angeliefert oder von örtlichen Handwerkern nach dem Geschmack des Souveräns gefertigt wurden, versehen.
Mit der Restauration der Dynastie der Bourbonen in Neapel 1816 war König Ferdinand weiterhin begeistert von der neuen Prägung des Gebäudes und setzte die Ansiedlungspolitik seiner Vorgänger fort: Auch das zweite Obergeschoss wurde von den Resten der verbleibenden Kunstwerke befreit, die in den Palazzo degli Studi umzogen; das Stockwerk wurde von der Dienerschaft genutzt. In der Reggia di Capodimonte fanden also künftig Veranstaltungen und Feste statt: 1819 weilte dort Fürst von Metternich, begleitet von seiner Gattin und dem Premierminister; während des Aufenthaltes wurden Bankette für über 1.000 Gäste ausgerichtet und erhabene Gerichte serviert, darunter Sfogliatelle, sowie dramatische Spiele geschaffen, wie das eines Vierbeiners, der von einem Ballon absprang. In dieser Zeit wurde der Garten zweimal im Jahr für die Bevölkerung geöffnet, wenn religiöse Feiertage anstanden, um die Pilgerfahrt zu einer Einsiedelei des Kapuzinerordens zu ermöglichen, die auf dem Gebiet des Parks lag. Weder König Ferdinand, noch sein Nachfolger, sein Sohn Franz, nutzten den Palast für Wohnzwecke neben der Reggia di Portici und der Reggia di Caserta: Insbesondere König Franz zog es vor, in einem kleinen Palast namens „Palazzo dei Principi“, einer alten Adelsresidenz, die restauriert worden war und innerhalb der Grenzen des Parks unweit des Hauptgebäudes liegt, zu weilen.

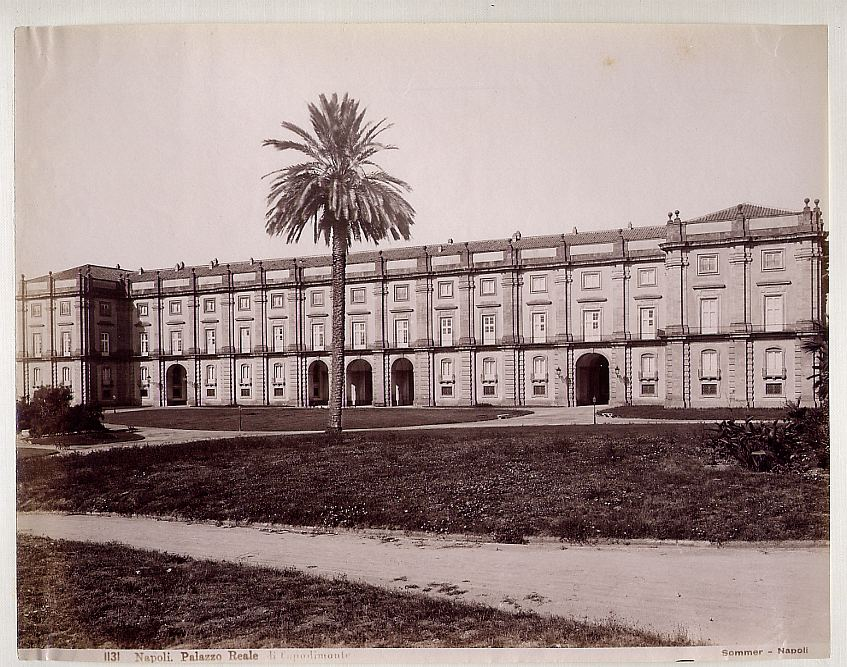
Der Palast Ende des 19. Jahrhunderts

Als Ferdinand II. 1830 auf den Thron gelangte, fand er einen immer noch unfertigen Palast vor: 1833 wurde der dritte Innenhof fertiggestellt und 1834 die Architekten Antonio Niccolino und Tommaso Giordano mit den Arbeiten betraut; sie gingen an die Realisierung des nördlichen Hofes. 1836 und 1837 wurden auch die Räumlichkeiten auf der Südseite, die als Wohnräume genutzt werden sollten, im klassizistischen Stil ausgeschmückt, insbesondere die beiden Repräsentationssalons, der eine mit Gemälden, auf denen Persönlichkeiten der Bourbonen abgebildet waren, der andere sollte Empfängen des Hofes dienen: Die Säle wurden darüber hinaus mit Werken verschönert, die von vom Souverän erworben oder von jungen Künstlern aus Neapel geliefert worden waren, die mit königlicher Unterstützung in Rom studiert hatten und so ihre erreichten Fortschritte zeigten. Der Palast wurde schließlich 1838 endgültig fertiggestellt, auch wenn noch Anfang der 1840er-Jahre eine Monumentaltreppe im Inneren hinzugefügt wurde. Es begann auch die Neuanlage des Parks unter der Leitung von Friedrich Dehnhardt, der ihn in einen englischen Landschaftsgarten mit Blumenbeeten und verschiedenen Baumarten, sowie exotischen und seltenen Pflanzen, umwandelte.
Keine Rolle spielte die Thronfolge von Franz II., aber die Einigung Italiens und die Ernennung von Annibale Sacco als Direktor des Königshauses, als die Reggia di Capodimonte ihre Funktion als Residenz behielt, und zwar für das Haus Savoyen; bedeutend waren einige Ergänzungen der Dekorationen der Innenräume. Sacco zog in die Räume eine große Zahl von Porzellan- und Biskuitporzellanstücken um, sowie 1864 die Waffenkammer, 1866 einen kleinen Porzellansalon, der Mitte des 18. Jahrhunderts auf Betreiben der Königin Maria Amalia von Sachsen geschaffen wurde und sich ursprünglich in der Reggia di Portici befand, und 1877 einen Marmorbodenbelag, der etwa einhundert Jahre vorher, bei archäologischen Ausgrabungen in einer kaiserlichen Villa in Capri gefunden und temporär in der Villa Favorita verlegt worden war. Dank des neuen Direktors wurde auch um die Wohnräume im ersten Obergeschoss eine Art Pinakothek geschaffen, in der Bildwerke neapolitanischer Künstler gesammelt wurden. Gegen Ende des 19. Jahrhunderts wurden in der Reggia di Capodimonte weiterhin Feste und Zeremonien abgehalten, sowohl im Palast als auch im Park. Es wurden Bankette zu Ehren von Alexandre Dumas dem Jüngeren oder von Mitgliedern der britischen Königsfamilie, Jagden und 1877 ein Empfang angelegentlich der Nationalen Ausstellung der Schönen Künste abgehalten.

### 20. Jahrhundert
Auch Anfang des 20. Jahrhunderts wurde der Komplex weiterhin für Wohnzwecke genutzt: Oft weilte dort König Viktor Emanuel III., wogegen der Palast später der Familie des Herzogs von Aosta als Wohnstatt zugewiesen wurde; das Anwesen ging 1920 aus dem Besitz der Krone in staatlichen Besitz über. Die Familie des Herzogs von Aosta verließ den Palast erst am Ende des Zweiten Weltkrieges im Jahre 1946; dann wurde er per definitivem Dekret von 1949 seiner neuen Funktion als Museum zugeführt. 1952 begannen die Restaurierungsarbeiten mit der Aufwertung der Residenzräume und des Parks und der Anpassung der Säle an die Ausstellung der Kunstwerke. Das Museo Nazionale di Capodimonte wurde 1957 eingeweiht.
Nach dem Erdbeben in der Irpinia 1980 wurden letzte Restaurierungsarbeiten nötig und dank dem Auftauchen von Geldmitteln wurde der Palast geschlossen und 1995 wiedereröffnet. Zuerst war das Erdgeschoss wieder nutzbar, dann auch das erste und zweite Obergeschoss im Jahre 1999.

## Beschreibung
| Das erste Obergeschoss der Reggia di Capodimonte: Die königlichen Wohnräume sind nur die in Grün angelegten mit Ausnahme des Raumes 52 | Der Palast vom Hügel der Kartause des Heiligen Martin aus |

Der Palast hat einen rechteckigen Grundriss mit zwei Baukörpern an den beiden Enden, die gegenüber dem Mittelbau etwas vorspringen. Dieser hat eine Länge von 170 Metern und eine Breite von 87 Metern, sowie eine Höhe von 30 Metern, verteilt auf zwei Vollgeschosse und ein Dachgeschoss. Die Außenwände, die in neapolitanischem Rot gehalten sind, sind in klassizistischem Baustil mit dorischen Einflüssen gehalten, was im 18. Jahrhundert für Museumsgebäude als geeignet galt. Die Wände zeigen außerdem Lisenen aus grauem Piperno, die sich mit den Fenstern und Balkonen des ersten Obergeschosses abwechseln; die Fenster im zweiten Obergeschoss sind quadratisch. Im Erdgeschoss gibt es neben den Fenstern noch Rundbogenportale, die den Eingang bilden. Zwei davon befinden sich an den Rändern des Mittelbaus, während die anderen drei sich nebeneinander in der Mitte finden. Das Gebäude schließt drei Innenhöfe ein und innen sind nur in einigen Räumen – den königlichen Wohnräumen – des ersten Obergeschosses die Möbel des Palastes erhalten, während die übrigen Räume dieses Geschosses und die des zweiten Obergeschosses, die ursprünglich der Dienerschaft vorbehalten waren, das Dach- und das Zwischengeschoss, für die Ausstellungen des Museums reserviert sind. Das Erdgeschoss dagegen dem Empfang der Museumsbesucher dienen und mit verschiedenen Funktionen, wie dem Eintrittskartenverkauf, der Garderobe, dem Buchladen, der Cafeteria und dem Auditorium, belegt sind. Um den Palast herum erstreckt sich der Park.

### Königliche Wohnräume
Die königlichen Wohnräume, die gegenüber ihrem originalen Aussehen architektonisch verändert und teilweise der Einrichtungsgegenstände, die in den Inventaren beschrieben werden, beraubt wurden, haben in ihren Räumlichkeiten den Wechsel von fünf bourbonischen und zwei französischen Souveränen, sowie der Herzöge von Aosta, gesehen.

#### Die bourbonischen Säle

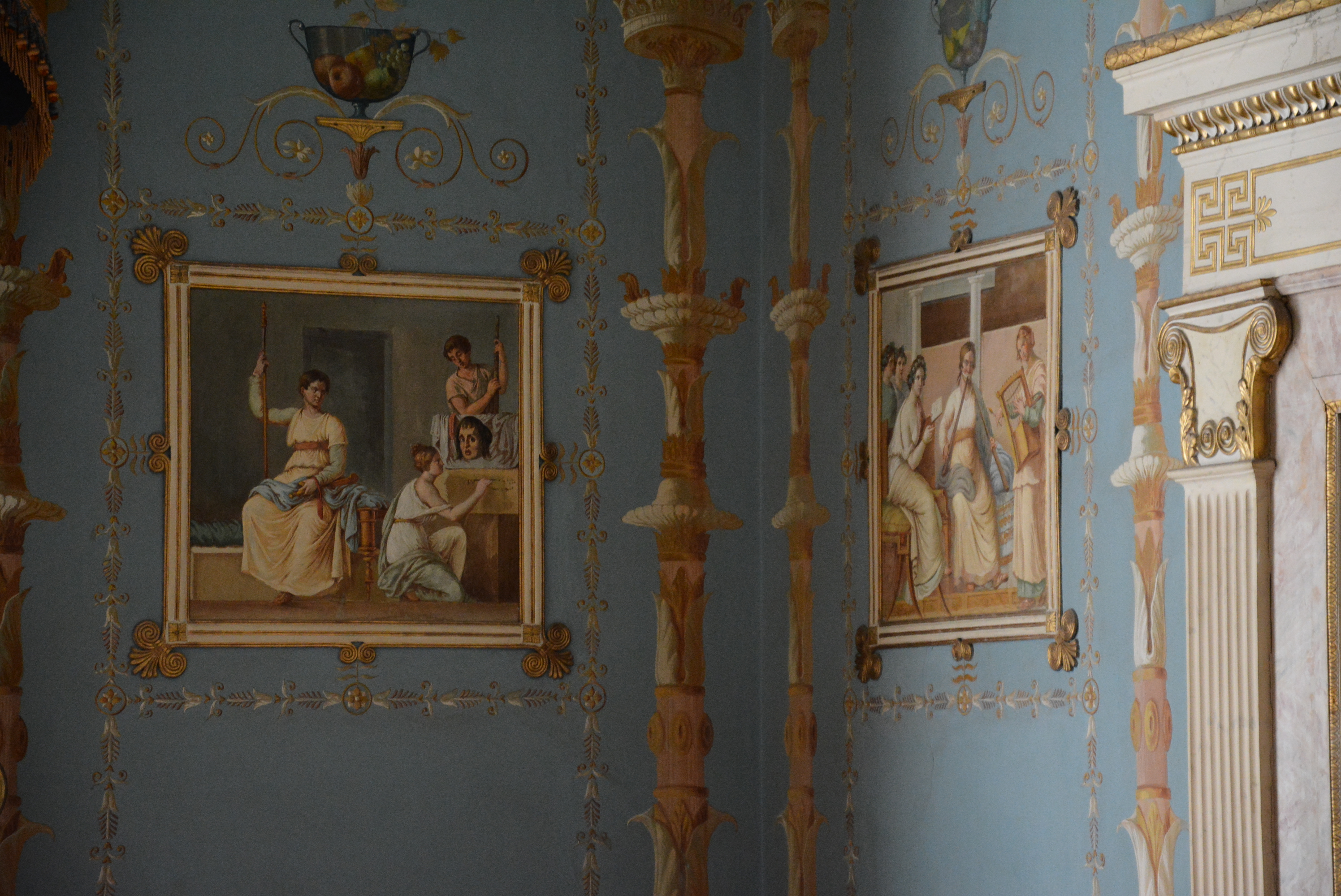
Fresken im Raum 23

Der erhaltene Rest der königlichen Wohnräume beginnt bei Raum 23, also der Schlafkammer von König Franz I. und Maria Isabel von Spanien, auch auf pompeianische Art bemalter Alkoven genannt, einem der raffiniertesten Innenräume des 19. Jahrhunderts, dessen originale Beschreibung in einer Inventarliste von 1857 enthalten ist. Der Raum wurde 1829–1830 nach Plänen von Antonio Niccolini geschaffen, auch wenn die anfängliche Architektur später durch die Öffnung einer Eingangstüre, wo sich der Alkoven mit dem Bett befand, verändert wurde. Es wurde aber nicht die Helligkeit des Raumes verändert, die dank einer gelben Tapete wiederhergestellt wurde, die in San Leucio hergestellt wurde. Die Wandmalereien wurden in Tempera von Geannaro Bisogno, Gennaro Maldarelli und Salvatore Giusti ausgeführt, und zwar mit Themen, die an die der Fresken, die man bei den archäologischen Grabungen in Pompei und Herculaneum gefunden hat. Der Bodenbelag ist aus altem Mosaiken und die Polster, wie an der Balkontüre, auch wenn sie teilweise verloren gegangen sind, sind in Seide ausgeführt, gefertigt von der Königlichen Fabrik von San Leucio nach Zeichnungen des vorgenannten Niccolini. Den Raum komplettieren ein Tisch mit einem Schachbrett, ein Dreifuß, drei Tischchen aus Pietra dura, Bronze und Alabaster und vier Gemälde, wie „Gemälde der Familie Franz I.“ und „Königliche Anwesen“. Vom Fenster aus kann man einen Blick auf den Golf von Neapel werfen.
An der Ecke auf der Ostseite des Palastes befindet sich Saal 31, der Salone della Culla (dt.: Wiegensalon) genannt wird, da dort eine Wiege aufbewahrt wurde, die später in die Reggia di Caserta verbracht wurde. Sie wurde von Domenico Morelli und Ignazio Perricci entworfen und der Familie Savoyen 1869, anlässlich der Geburt von Vikto Emanuel III., vom Volk von Neapel geschenkt. Der Saal, der auch „Kichererbsenfarbige Große Galerie“ genannt wird, hat einen Bodenbelag aus Marmor, der bei archäologischen Grabungen 1788 in einer kaiserlichen Villa auf Capri, genauer in der Villa Jovis, gefunden wurde; er wurde anfangs in die Villa Favorita gebracht und erst 1877 in die Reggia di Capodimonte umgezogen. In diesem Raum sind verschiedene Porzellanobjekte ausgestellt, wie zwei Uhren, während sich an den Wänden zwei Landschaftsbilder der französischen Maler Jean Joseph Xavier Bidauld und Alexandre Hyacinthe Dunouy, zwei Gemälde auf Leinwand von Vincenzo Camuccini (von denen eines den Titel Ptolemaios II. in der Bibliothek von Alexandria trägt) eine Bildwirkerei von Pietro Duranti und ein Gobelinstoff mit Szenen aus dem Leben von Don Quijote befinden.

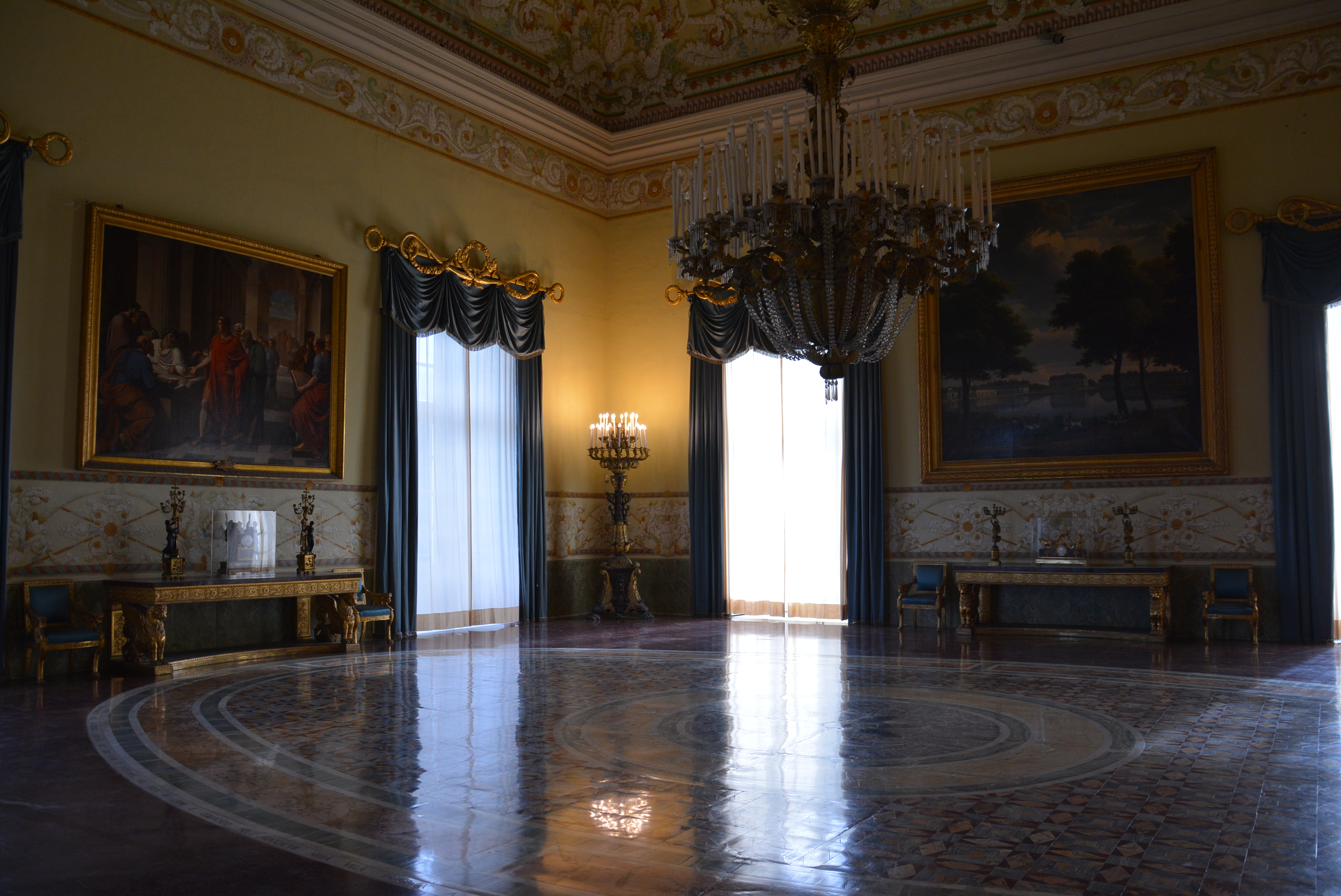
Der Salone della Culla

Der Saal 32 ist König Karl III. von Spanien gewidmet: Dieser ist zusammen mit seiner Gattin, Maria Amalia von Sachsen, in den Ovalen an der Decke abgebildet, ein Werk des Hofmalers Francesco Liani: Ebenfalls sind dem König verschiedene Malereien gewidmet, auf denen Szenen aus seinem Leben abgebildet sind, wie ein Vollbildnis mit dem Titel Gemälde von Karl III. im Jagdgewand von Antonio Sebastiani und Karl III. bei einem Besuch der Basilika St. Peter, sowie Karl III. besucht Papst Benedikt XIV. im Kaffeehaus des Quirinals von Giovanni Paolo Pannini. Den Ecksaal schmücken auch ein Porzellanbecken, sowie Spiegel und Statuetten aus demselben Material und außerdem ein Sitz englischer Machart und ein Parietaltisch aus Holz, Alabaster und Terrakotta.
Der Saal 33 ist Ferdinand IV. gewidmet: Mit seinem Namen ist ein Bildnis bezeichnet, das allererste, das ihn im Gewand eines Souveräns zeigt, ein Porträt im Alter von 8 Jahren von Anton Raphael Mengs. In dem Raum befinden sich auch zwei aus Holz geschnitzte Sänften, eine hölzerne Kommode englischer Machart und Bildwerke von Claude Joseph Vernet und von Antonio Joli; insbesondere von letzterem sind Abfahrt von Karl III. nach Spanien von Land aus, Abfahrt von Karl III. von See aus und Ferdinand IV. zu Pferde mit dem Hof.
Ein großer Repräsentationsraum ist der Saal 34. Die Idee Ferdinands II. beim Projekt des Umbaus der Innenräume des Palastes war es, in diesem Raum eine echte Porträtgalerie der Familie zu schaffen: Dort befinden sich neben Möbeln aus neapolitanischer Herstellung Gemälde, wie Porträt zu Pferde von Karl III. und Porträt zu Pferde von Maria Amalia von Sachsen von Francesco Liani sowie Porträt von Karl IV., König von Spanien und Porträt von Maria Luise von Bourbon-Parma von Francisco de Goya, die von der zweiten Frau von Franz I., Maria Isabella von Spanien, nach Neapel gebracht wurden.

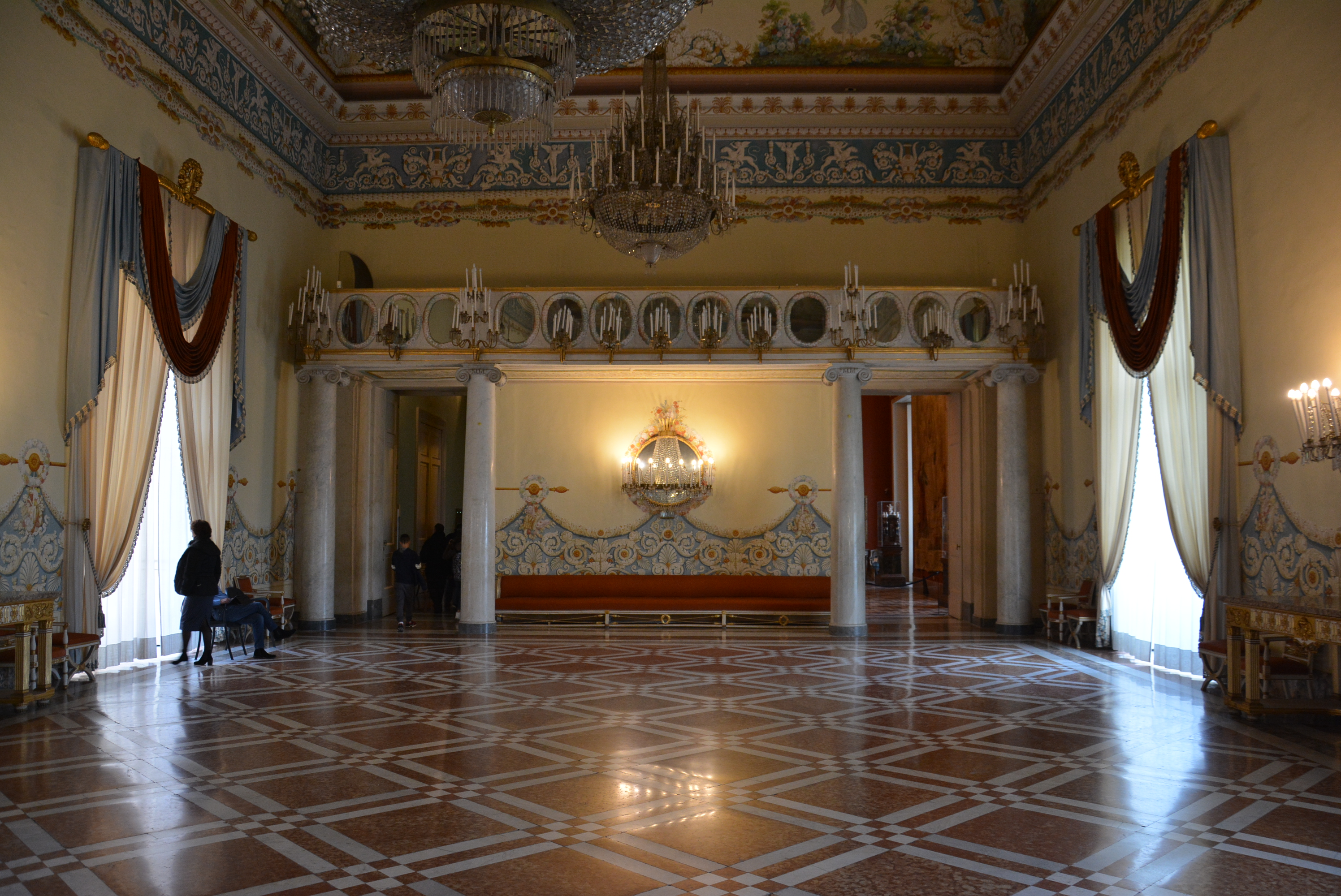
Der Salone delle Feste

Der Saal 37, der sich in der Nähe des Salone delle Feste befindet, war für die Ausrichtung von Banketten und die Darreichung von Erfrischungen während der Feste im Palast gedacht: Zu den originalen Möbeln gehören Wandtische, gestützt von Sphinxen, ein Tisch in der Mitte mit einem Gestell aus vergoldeter Bronze, gefertigt von der Werkstatt von Righetti und mit einem französischen Porzellanservice, das von Maria Karolina von Österreich gestiftet wurde, umgeben von 12 Stühlen mit Armlehnen, geschaffen im Auftrag von Ferdinand II. im Jahre 1838. An den Wänden hängen verschiedene Gemälde mit Themen aus der Familie Bourbon, wie Porträt der Familie Ferdinands IV. von Angelika Kauffmann und Porträt der Familie Franz’ I. von Giuseppe Cammarano, ebenso wie Blick auf Neapel von Capodimonte aus von Antonio Joli und ein Wandteppich mit der Gloria der Herrschaft von Ferdinand IV. und Maria Karolina, hergestellt in Neapel im 18. Jahrhundert.
Der Saal 42, also der Salone delle Feste, ist einer der wenigen Repräsentationsräume des ersten Obergeschosses, der bis heute intakt geblieben ist. Er entstand 1765 während der Arbeiten zum Bau des Mittelbaus des Palastes; er sollte ursprünglich die Werke der Farnesischen Sammlungen aufnehmen und wurde erst Anfang des 19. Jahrhunderts für die Abhaltung der Empfänge und offiziellen Zeremonien des Hofes angepasst. Während der von Ferdinand II. beauftragten Restaurierung wurde der Raum zwischen 1835 und 1838 von Salvatore Giusti, einem Schüler von Jakob Philipp Hackert, auf Basis der Zeichnungen von Antonio Niccolini komplettiert und dekoriert; dies sollte einen starken, klassizistischen Eindruck hinterlassen, der sich im Gewölbe und an den Wänden durch die Verwendung von Pastellfarben und Themen wiederfindet, die an die Malerei in Pompei und Herculaneum erinnern. Ein ähnlicher Raum wurde auf der entgegengesetzten Seite des Palastes realisiert, aber später, nach der Umwidmung des Stockwerks zum Museum, durch die Aufteilung in drei Räume verändert. Der Bodenbelag besteht aus sizilianischem Marmor mit Intarsien aus weißem Marmor, sodass sich ein geometrisches Muster zeigt, das vermutlich von Niccolini entworfen wurde, während von der ursprünglichen Einrichtung die Spiegel, die Kristallleuchter, zwei Diwans, auch wenn weitere Ende des 19. Jahrhunderts verkauft wurden, um andere Repräsentationsgebäude des Königreichs Italien zu errichten, und Wandtische übrigblieben, die 1838 vom Bildhauer Francesco Biangardi und vom Vergolder Giuseppe de Paola geschaffen worden und ursprünglich für die Gemäldegalerie gedacht waren.

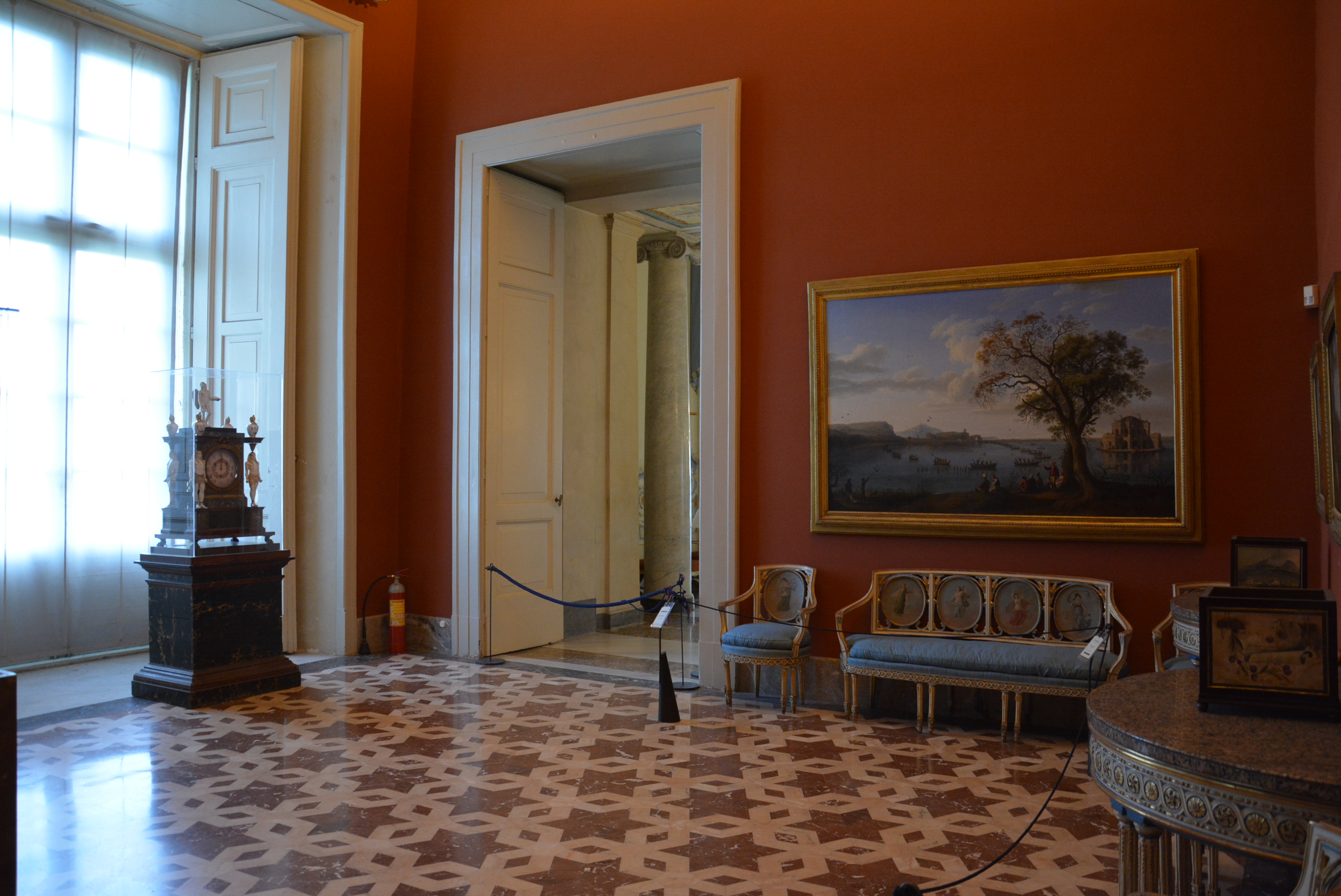
Der Saal 43

Der Saal 43 zeigt an der Decke ein Fresko, Gloria von Alexander dem Großen, das im 18. Jahrhundert von Fedele Fischetti gemalt wurde; es befand sich ursprünglich im Palazzo di Sangro di Casacalenda und wurde 1957 in die Reggia di Capodimonte gebracht, um es besser zu erhalten. In dem Raum befinden sich darüber hinaus Porzellanfiguren, wie die Zusammenstellung Wagen der Aurora, Wandteppiche, verschiedene Möbel, die von königlichen Künstlern gefertigt wurden, und Gemälde von Jakob Philipp Hackert, Carlo Bonavia und Pierre-Jacques Volaire: Von letzterem stammen Ausbruch des Vesuv vom Ponte della Maddalena aus, Nacht über dem Golf von Neapel und Blick auf die Solfataren.
Im Saal 44 sind einige Musikinstrumente erhalten, die Ferdinand IV. gehört haben, wie z. B. zwei Drehleiern, die von Jean Louvet in den Jahren 1764 und 1780 geschaffen wurden, und eine Leiergitarre von Gaetano II. Vinaccia. Von den Einrichtungsgegenständen gehörte eine Uhr aus Biskuitporzellan Maria Karolina und es sind dort ebenfalls ein Wandteppich, auf dem das Kopfgeld Davids abgebildet ist, verschiedene Porzellanfiguren und eine Neapolitanische Krippe aus dem 18. Jahrhundert, die 1895 von den Erben von Catello gestiftet wurde, aus Terrakotta, Holz und Kork besteht, und mit Hirten aus Terrakotta mit beweglichen Körpern aus Stopfmaterial und Eisendraht ausgestattet ist.
Im Saal 45 findet sich eine mit Fresken versehene Decke, die von den Herzögen Del Balzo aus Presenzano gestiftet wurde und ursprünglich im Palazzo di Sangro di Casacalenda eingebaut war. Auf ihr ist die Geschichte von Alexander dem Großen von Fedele Fischetti abgebildet, während die Möbel aus der Reale Tenuta di Carditello stammen. Den Raum schmücken eine Reihe von Wandteppichen, die von Pietro Duranti nach Entwürfen von Odoardo Fischetti geschaffen wurden und auf denen Szenen aus dem Leben des französischen Königs Heinrich IV. zu sehen sind, wie z. B. Der König empfängt den Minister Sully vor Höflingen. In den Vitrinen sind Objekte aus verschiedenen Materialien und unterschiedlicher Machart ausgestellt, ein Zeichen für einen gewinnbringenden Geschenkaustausch zwischen den Adelsfamilien der damaligen Zeit. Darunter befinden sich z. B. Schmuckkästchen, Schachteln mit Geheimnissen, Vasen, Schatullen und Porzellanfiguren neapolitanischer Schule, geschaffen von Filippo Tagliolini.

#### Das Porzellanzimmer
Der Saal 51 wurde gegenüber seiner ursprünglichen Form verändert, nämlich geschrumpft, sodass er seine Öffnung zum Garten verloren, aber die zum Innenhof behalten hat. Er fungiert als Eingang zum Porzellanzimmer von Maria Amalia von Sachsen, das 1886 in die Reggia di Capodimonte verlegt wurde: Der Raum ist mit Wandteppichen von Domenico del Rosso und verschiedenen Gemälden von Élisabeth Vigée-Lebrun und Pietro Duranti, sowie einem von Carlo Bonavia geschmückt: die Kaskade, die 1755 geschaffen wurde. Der Raum wird durch einige Sessel komplettiert, die Ende des 18. Jahrhunderts und zu Beginn des 19. Jahrhunderts in Neapel gefertigt wurden, und eine Uhr von Joseph Martineau.

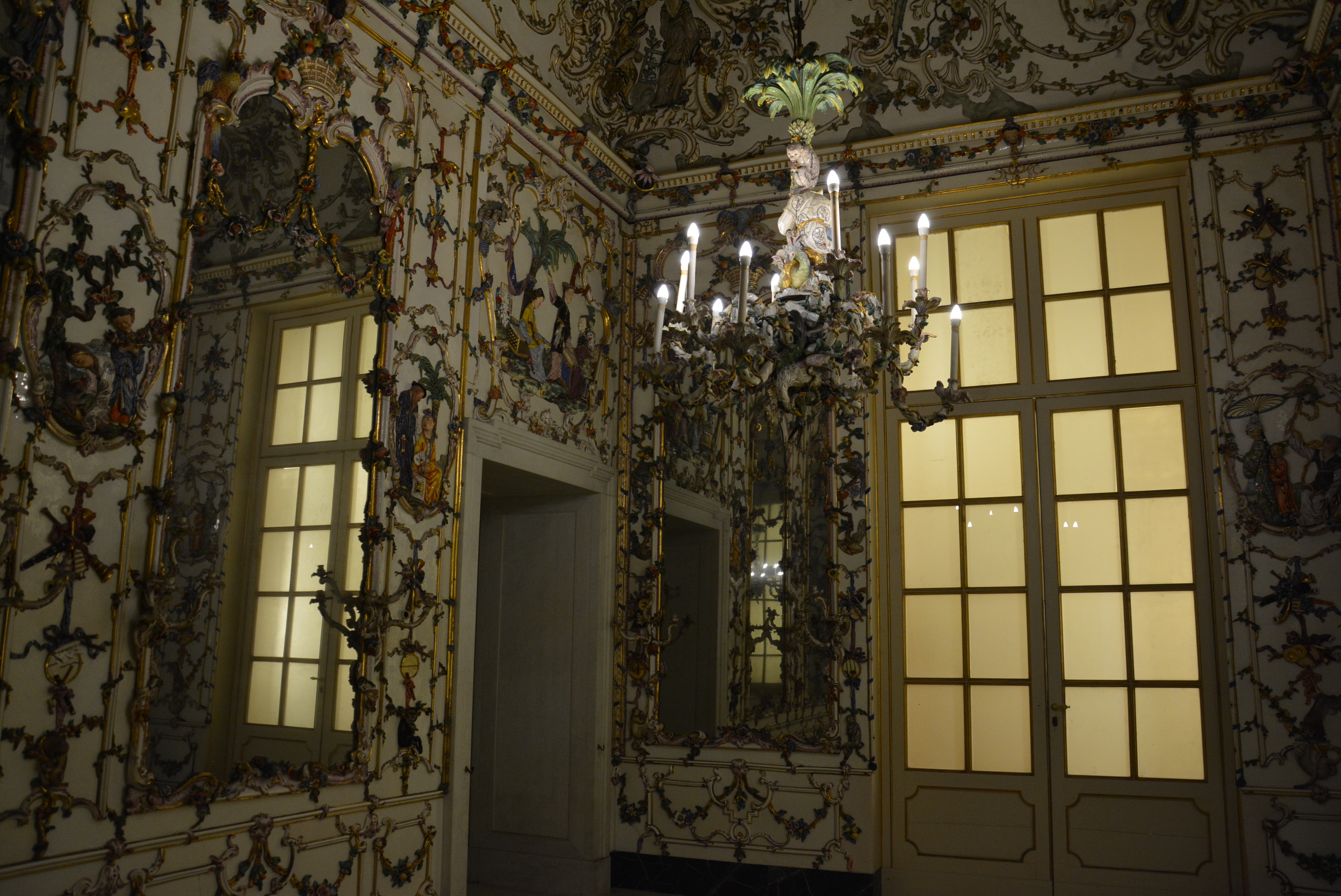
Das Porzellanzimmer

Im Saal 52 befindet sich das Porzellanzimmer, das aus über 3000 Stücken besteht und zwischen 1757 und 1759 von Giovanni Battista Natali für den privaten Gebrauch durch Königin Maria Amalia geschaffen wurde, die es aber sehr wenig benutzte, sodass laut den Dokumenten aus damaliger Zeit die letzte Nutzung des Kronleuchters im Juli 1759 stattfand, und am 6. Oktober desselben Jahres verließ die Königin Neapel und zog nach Madrid um, wo sie einen gleichartigen für den Königlichen Palast von Aranjuez anfertigen ließ: Ursprünglich war der erstgenannte in der Reggia di Portici montiert und wurde 1866 auf Geheiß von Annibale Sacco in die Reggia di Capodimonte verbracht. Alle Phasen der Fertigung der Porzellansammlung sind durch verschiedene Dokumente übermittelt: Luigi Vanvitelli schrieb in einem Brief vom Juni 1758, adressiert an seinen Bruder Urbano, dass er das noch nicht montierte Werk gesehen habe, und man daher ableiten, dass mit diesem im vorhergehenden Jahr begonnen worden war und es sicherlich 1759 fertiggestellt wurde, dem Jahr, in dem Giuseppe Gricci sich mit 26 Wagen nach Portici begab, in denen sich die montagefertigen Materialien befanden. Im Mai 1759 waren dagegen bereits die Stuckdecken, die Holztüren und der Kronleuchter fertig, wogegen man nicht weiß, ob der Bodenbelag gemalt war oder ebenfalls aus Porzellan bestand. Die Porzellanstücke wurden in der Fabrik von Capodimonte unter der Leitung des Chefmodellators Giuseppe Gricci bearbeitet, der bei der Formierung mit Gaetano Fumo und Ambrogio di Giorgio und beim Brennen mit Gaetano Tucci zusammenarbeitete, sodass das Werk nach den Plänen von Johann Sigmund Fischer und Luigi Restile entstand. In Portici dagegen führten Mattia Gasparini die Stuckarbeiten und Gennaro di Fiore die Holzeinlegearbeiten aus. Das Zimmer muss vollständig in Porzellan ausgestattet gewesen sein, wovon allerdings heute keine Spur mehr vorhanden ist mit Ausnahme der „Konsolen“ von 1759, die im Musée National de Céramique in Sèvres ausgestellt sind. Als die Sammlung in die Reggia di Capodimonte, in einen Raum, der für diesen Zweck umgebaut worden war, verbracht wurde, stellte man fest, dass das Stuckgewölbe sich perfekt mit der Porzellankonstruktion verband, die an der Mauer mit Schrauben an der Wand befestigt wurde, die auf einem Holzkäfig ruhen, der durch Rahmen, Girlanden und Früchte verdeckt war: Die Dekorationen an den Wänden bestehen aus Tieren, musikalischen Trophäen mit Schriftrollen oder chinesischen Ideogrammen, die König Karl III. loben und von einem Dichter geschrieben wurden, der dem Chinesenkolleg von Neapel angehörte, Girlanden und Szenen aus dem chinesischen Leben im Wechsel mit Spiegeln. Das Porzellanzimmer ist das bezeichnendste Exemplar für den Geschmack der Chinoiserie, der sich in Europa im 18. Jahrhundert ausbreitete.
Der Saal 53, der gegenüber seiner ursprünglichen Form ebenfalls verkleinert wurde, enthält Porträts der Söhne von Ferdinando und Maria Karolina, mit denen Élisabeth Vigée-Lebrun beauftragt wurde, einen Wandteppich aus der Gobelinmanufaktur, der Don Quijote beim Fest von Barcellona, das von Don Antonio Moreno gegeben wurde zeigt, und an den Wänden vier „Konsolen“ mit vergoldetem Gürtel und militärischen Trophäen aus dem 19. Jahrhundert: Auf ihnen ruhen vier Vasen, die mit Statuettenpaaren, die den Herkules Farnese zeigen, gefertigt in Steingut von der Fabrik Del Vecchio.

#### Die französischen Säle

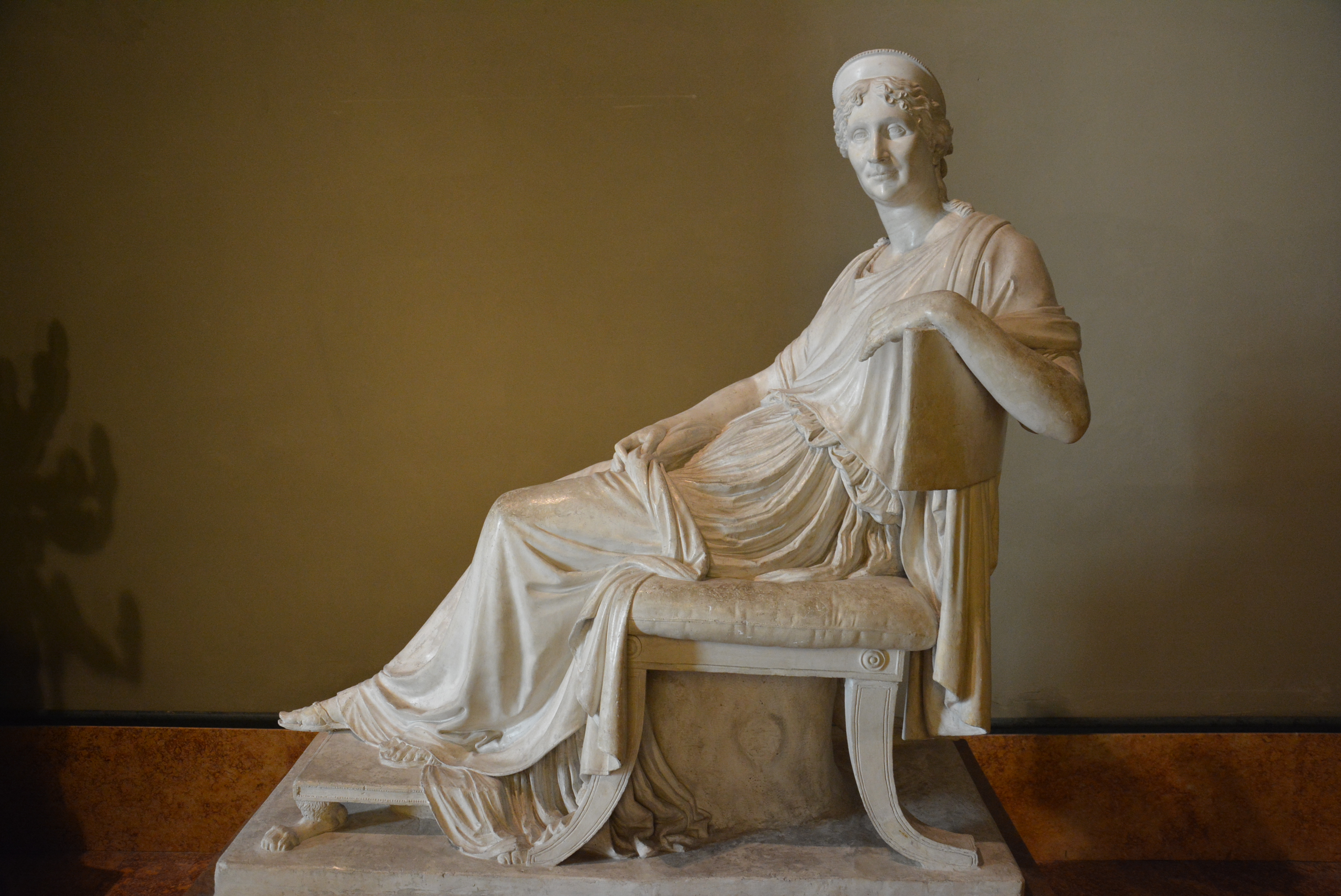
Ritratto di Letizia Remolino, Statue von Antonio Canova, Saal 55

Der Saal 54 erinnert an das Jahrzehnt der französischen Herrschaft in Neapel: Gemälde, Einrichtungsgegenstände mit mattierter und glänzender Vergoldung, Büsten und Statuen aus Bronze oder Porzellan zeigen nicht nur die französischen Souveräne, sondern sind auch klar vom Stil auf der anderen Seite der Alpen inspiriert. Unter den Gemälden stechen das Porträt von Joachim Murat und Napoleon I., Kaiser heraus, beides Werke von François Gérard, sowie die Büste von Carolina Bonaparte in Biskuitporzellan aus der Manufaktur Poulard Pard bemerkenswert ist. Von den Einrichtungsgegenständen sind die Vasen aus der Manufaktur von Sévres und Bailly fils, ein kleiner Tisch von 1811, gefertigt von Jacob Desmalter und ursprünglich für das Schloss Fontainebleau gedacht, und Stühle mit Rückenlehne aus Samt, der von Hand mit Stadtansichten bemalt wurde, erwähnenswert; letzte kamen direkt aus Frankreich.
Der kleine Saal 55 fungiert als Trennung zwischen den Räumen der französischen Zeit und der der bourbonischen Restauration: In seinem Inneren findet sich eine Gipsstatue von Antonio Canova, Porträt von Letizia Remolino, die Büsten von Lucien und Letizia, der Kinder von Murat, aus der Manufaktur Poulard Prad und vier vergoldete Bronzekandelaber aus französischer Fertigung, die 1837 erworben wurden und ursprünglich in der Gemäldegalerie aufgestellt worden waren.
Der Saal 56 befindet sich an der Ostecke des Palastes und wird Salone Camuccini genannt: Er wurde nach der Ankunft der Familie Savoyen im Auftrag von Annibale Sacco geschaffen und im klassizistischen Stil des späten 19. Jahrhunderts dekoriert, auch wenn er bereits vorher, nach dem Kauf einiger Gemälde großen Ausmaßes auf Wunsch von Murat, die erst nach der Rückkehr Ferdinands I. im Palast angekommen waren, umgestaltet worden war, was zur Schließung von zwei Balkonen führte. An der Gewölbedecke wurden Friese in Tempera geschaffen, während an den Wänden die Gemälde großen Ausmaßes von Pietro Benvenuti, Paolo Falciano, Francesco Hayez und Vincenzo Camuccini ausgestellt wurden, von denen der Raum seinen Namen erhalten hat: Von diesen sind Tod von Julius Caesar und Tötung von Virginia erwähnenswert. Ebenfalls ist in dem Raum eine Sammlung von Statuen aus dem frühen 19. Jahrhundert ausgestellt, wie Die Nacht von Bertel Thorvaldsen und, in der Mitte, eine Marmortafel im Auftrag von Caroline Bonaparte, die im Mittelteil und unten mit Mosaik und anderen Materialien gefertigt ist, die man bei archäologischen Ausgrabungen in Herculaneum gefunden hat: Von den Einrichtungsgegenständen sind große „Konsolen“ aus neapolitanischer Fertigung und ein offener Marmorkamin, wie er von Ferdinand II. stammt und in allen Repräsentationssälen der Reggia di Capodimonte eingebaut ist, zu erwähnen.

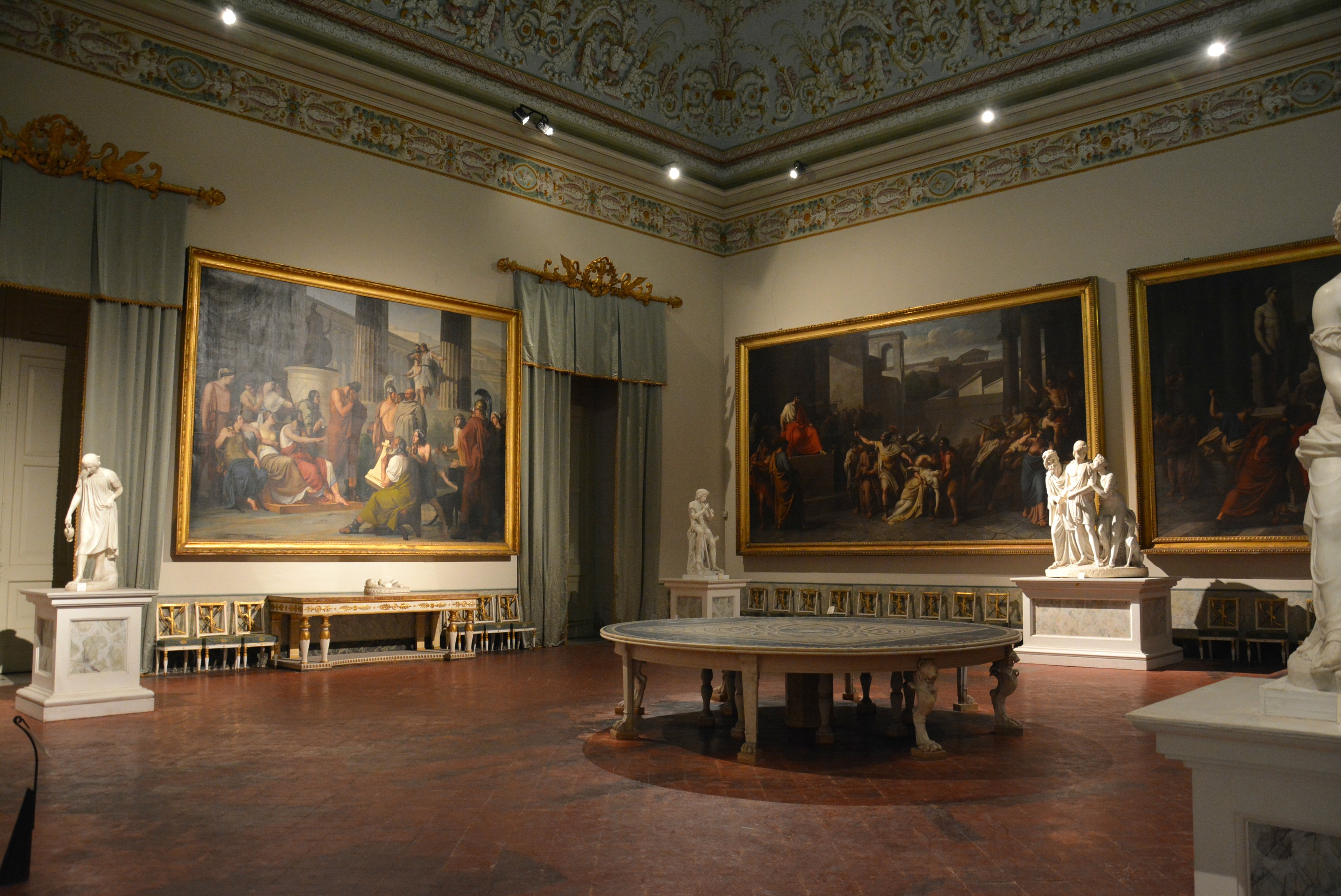
Der Salone Camuccini

Die Säle 57 und 58 wurden von Mitgliedern der königlichen Familie für Freizeitaktivitäten genutzt: Dort finden sich Spieltische und Musikautomaten aus dem 19. Jahrhundert, die aus edlen Hölzern im Empirestil nach typisch französischem Geschmack gefertigt wurden. Im Saal 57 macht die Giardiniera (dt.: Gärtnerin) eine gute Figur; dies ist ein Holzmöbel mit dreifacher Funktion, als Pflanzgefäß, Voliere und Aquarium. Darüber hinaus ist ein Gemälde von Johan Christian Clausen Dahl zu erwähnen, Das königliche Haus von Quisisana zu erwähnen, ebenso wie eines von Salvatore Fergola, Einweihung der Eisenbahn Neapel-Portici. Der Saal 58 zeigt an der Decke ein Fresko, das vom Palazzo di Sangro di Casacalenda kommt, verschiedene Gemälde, darunter eines von Giacinto Gigante, Die Kapelle des Schatzes von San Gennaro, und eines von Anton Sminck van Pitloo, Tempel von Paestum, sowie mit Bronze und Porzellan dekorierte Möbelstücke, manchmal bemalt mit Szenen von königlichen Anwesen, den Kindern von Ferdinand I. und den Königsgewändern. Hinzugefügt sind teilweise Tongeräte.
Im Saal 59 befinden sich zahlreiche Werke, die im Auftrag von Ferdinand I. nach der Restauration der bourbonischen Macht nach dem französischen Jahrzehnt geschaffen wurden, als mit der Verschönerung der Reggia di Capodimonte begonnen wurde, wobei man sich jedoch weiterhin französischer Künstler bediente: Unter den Gemälden befindet sich das von Maria Amalia von Orléans mit dem herzoglichen Sohn von Chartres von François Gérard, der Besuch der französischen Souveräne am Vesuv von Joseph-Boniface Franque aus dem Jahre 1814 und Hochzeit der Prinzessin Maria Karolina von Österreich mit dem Herzog von Berry von Louis Nicolas Lamasle. Zu den Einrichtungsgegenständen gehören verschiedene Vasen aus Pariser Fertigung.
Der Saal 60 schließt den Bereich des Museo di Capodimonte, der den königlichen Wohnräumen gewidmet ist, und fungiert als Verbindung zwischen dem ersten und dem zweiten Obergeschoss: Dort sind Stücke des Bildhauers Matteo Bottiglieri ausgestellt, die Anfang des 18. Jahrhunderts geschaffen wurden, sowie ein Ziborium von Cosimo Fanzago aus der ersten Hälfte des 17. Jahrhunderts: All diese Objekte stammen aus der Kirche Santissima Trinità delle Monache, während weitere Artefakte aus Marmor und Edelstein aus Klöstern und Kirchen der Stadt kommen.

### Park

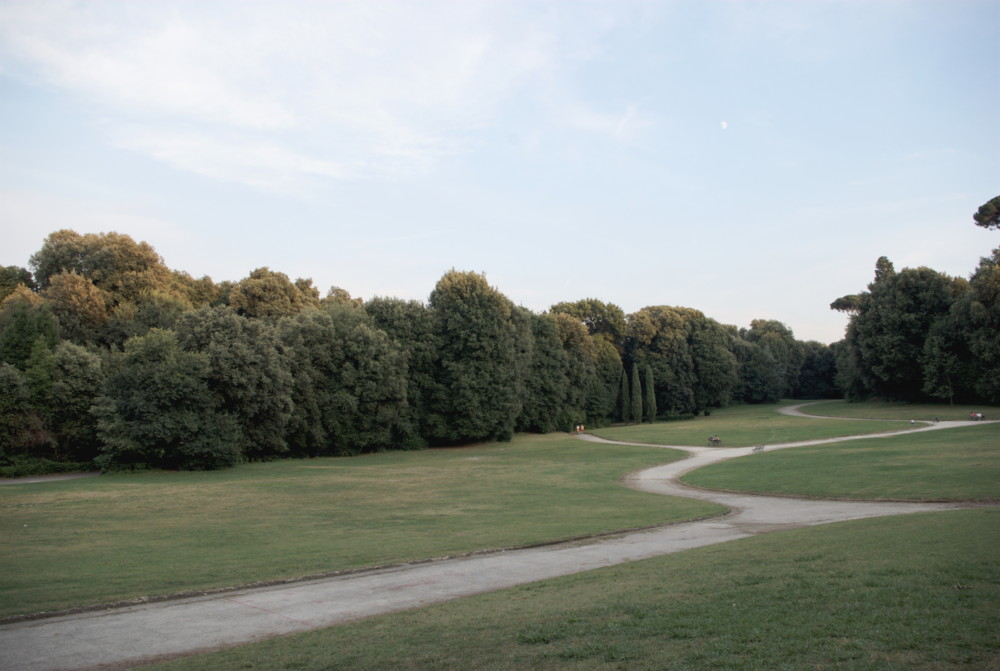
Der Park von Capodimonte

Der Park der Reggia di Capodimonte hat eine Ausdehnung von 124 ha und wurde von den Herrscher vorwiegend für Jagdausflüge und die Organisation von Festen genutzt. Nach der Eröffnung des Museums 1957 wurde daraus ein öffentlicher Park.
Ferdinando Sanfelice hatte ihn 1743 nach dem barocken Geschmack dieser Zeit angelegt und um die Mitte des 19. Jahrhunderts wurde er von Federico Dehnhardt restauriert, wodurch er das Aussehen eines englischen Landschaftsgartens erhielt. Dort gibt es über 400 Arten hundertjähriger Pflanzen, zu denen mit der Zeit Kultivierungen von Obstgehölzen, exotische Arten und Palmen gekommen sind, wobei letztere erst in der Nachkriegszeit gepflanzt wurden. Im gesamten Park sind Statuen, Brunnen und zahlreiche Gebäude – ursprünglich höfische Wohngebäude, wie z. B. das Häuschen der Prinzen, oder Fabriken – verteilt; einige dieser Gebäude werden anders genutzt, wie z. B. die Porzellanfabrik, die zu einer Schule für die Bearbeitung von Keramik wurde. Es fehlen auch Kirchen nicht, wie z. B. die von San Gennaro oder die des Kapuzinereremiten. 2012 begann man mit einem Projekt zur Erhaltung des Parks, wie z. B. der Anlage eines Gartens, in dem landwirtschaftliche Produkte, die für Kampanien typisch sind, kultiviert werden.